# 164 Eva
164 Eva (mednarodno ime je tudi 164 Eva) je asteroid  v glavnem asteroidnem pasu. Kaže značilnosti dveh tipov asteroidov (tipa C in tipa X) .

## Odkritje
Asteroid je odkril francoski astronom P. P. Henry 12. julija 1876 .

## Lastnosti
Asteroid Eva obkroži Sonce v 4,27 letih. Njegova tirnica ima izsrednost 0,346, nagnjena pa je za 24,478° proti ekliptiki. Njegov premer je 104,87 km, okoli svoje osi pa se zavrti v 13,66 h .